# Pierre Bonardi
Pour les articles homonymes, voir Bonardi.
Pierre Bonardi, né le 18 septembre 1887 à Ajaccio et mort le 25 février 1964 à Châtenay-Malabry, est un écrivain français d'origine corse.

## Biographie
D'une famille originaire de Sari-d'Orcino, Pierre Felix Sanvilli Bonardi est le fils de Thomas Bonardi et de Marie-Madeleine Padovani. Son épouse Barberine Benielli est la tante maternelle d'Abel Bonnard.
Il passe ses douze premières années d’enfance en Corse avant de rejoindre le Continent. Il est fonctionnaire colonial de 1911 à 1914, puis il se tourne vers la littérature.
Proche des milieux autonomistes corses dès l'avant-guerre, il collabore à de nombreux journaux français comme Le Journal, Le Petit Journal, L'Intransigeant, Paris-Soir, Les Annales politiques et littéraires ou corses comme A Muvra, L'Annu Corsu, U Muntese. Vice-président de la Société des gens de lettres, secrétaire de l’Association des écrivains coloniaux et membre de l’association de la critique littéraire.
Pierre Bonardi visite la Palestine en 1926 et en revient enthousiasmé. Sioniste et philosémite, il polémique âprement avec les nationalistes arabes, il est un orateur apprécié et un membre du comité d’honneur de la LICA,.
En 1933, il est fait officier de la Légion d'honneur.
Exclu du parti radical-socialiste, il adhère au Parti populaire français (PPF) de Jacques Doriot. Pendant la guerre, il soutient Pierre Laval et prône la ségrégation comme solution à la question juive. Il présenta notamment le 21 septembre 1942, lors d'une séance spéciale donnée à Angoulême, le film de propagande nazi Le Juif Süss.
Il fonde en 1955, avec Petru Rocca et d'autres, Parlemu Corsu, une Académie régionaliste et littéraire pour la défense du dialecte et des traditions corses, dont il était le président. Cette association a créé un prix littéraire à son nom.
Dans ses Mémoires, Louis Merlin le décrit ainsi : "Bonardi est non seulement Corse, comme son nom l'indique, mais il est le Corse... Je dirais presque qu'il est LA Corse... C'est chez lui non seulement une nationalité mais une raison d'être, une façon de vivre, une ligne de conduite, un état d'âme. Taillé en athlète, avec une mâchoire volontaire, un front de génie et une voix rocailleuse au service d'un verbe facile et d'un langage imagé."
Il est inhumé au cimetière parisien de Bagneux (division 82).

## Œuvre romanesque
Par l’histoire et le roman, la Corse est toujours présente dans ses écrits. Il y reviendra très fréquemment tout au long de sa vie et consacrera une grande partie de son œuvre à l’île où il côtoya le « gouverneur de la Cirnaca », surnom du bandit Nonce Romanetti.
Il a également écrit des romans coloniaux et des œuvres érotiques.
- Le Visage de la brousse, Éditions de la Sirène, 1920
- Le Rituel de la volupté, Éditions de la Sirène, 1922
- La Mer et le Maquis, Les éditions G. Crès et Cie, 1926
- Les Rois du maquis, Romanetti et Spada,  éditions André Delpeuch avec illustrations de Henri Epstein, 1926
- L'Imbroglio syrien, Éditions Rieder, 1927
- Le Retour à Jérusalem, Société d'imprimerie et d'édition, 1927
- Vers des jours meilleurs, Éditions des Portiques, 1932
- Napoléon Bonaparte, enfant d'Ajaccio, Les Éditions de France, 1934

- Prix Montyon 1936 de l'Académie française
- Ouled-Naïl et méharistes, Les Éditions de France, 1937
- L'Île tragique, les Éditions de France, 1937 (réédité en 2000 : DCL)
- La République du Niger. Naissance d'un État, Paris, ADP, 1960
- Accusé Napoléon, levez-vous !, Société parisienne d'Impression, 1961